# Dominique Gardères
Pour les articles homonymes, voir Gardères.
Pour l’article ayant un titre homophone, voir Gardère.
Dominique Maximien Gardères, né le 22 octobre 1856 à Biarritz et mort le 6 mars 1898 à Buenos Aires, est un cavalier français.
Premier champion olympique français dans sa discipline, mais étant mort deux ans avant l'attribution de son titre, une contestation légitime est en cours d'étude avec le Gersois Alfred Gardère, né le 7 janvier 1867 au Houga et mort le 4 juillet 1925 dans la même ville, négociant de profession et installé en 1896 à Biarritz, où il crée un manège portant son nom. 

## Palmarès
- Jeux olympiques :  Médaille d'or en saut en hauteur aux Jeux olympiques d'été de 1900 à Paris (France).

## Odonymie
À Biarritz, sa ville natale, la rue Gardères, se prolongeant par le passage Gardères, commémore son nom.